# Julie White
Julie White (San Diego, 4 de junio de 1961) es una actriz estadounidense conocida por el público por su papel en la serie de comedia de ABC Grace Under Fire.

## Biografía
White nació en San Diego, California, hija de Sue Jane y Edwin White. Su familia pronto se mudó a Austin (Texas) para buscar una mejor vida. Fue allí donde Julie comenzó a trabajar en pequeños papeles que más adelante servirían para que los autores de las obras escolares le aconsejaran ir a probar suerte a Nueva York gracias a su gran talento. Después de terminar la secundaria decidió seguir con su carrera actoral y se inscribió en la Universidad de Fordham.

### Carrera
Julie White se caracterizó por ser una talentosa actriz de teatro y televisión. Sus créditos en teatro incluyen papeles en Absurd Person Singular, Money and Friends, Marvin's Room, Largo Desolato y On the Verge.
En Broadway, White apareció en una producción de Wendy Wasserstein, The Heidi Chronicles (1995), adaptación para televisión de la obra teatral del mismo nombre. Allí trabajó con intérpretes como Jamie Lee Curtis, Tom Hulce, Peter Friedman y Eve Gordon, en la que fue una de las películas para televisión más exitosas de los 90s.
Julie White participó en la exitosa serie de televisión (Grace Under Fire). Julie se unió al elenco en 1993 y apareció en las primeras cuatro temporadas. Pero en la última ya no apareció debido a conflictos con la estrella de la serie, Brett Butler.
En 2006, recibió buenas críticas y ganó el premio Tony a la mejor interpretación femenina en una obra de teatro, por su papel de Diane, una irónica agente, en la obra The Little Dog Laughed.
White posteriormente tuvo algunas apariciones en series de éxito como Six Feet Under, Law & Order: Special Victims Unit, Desperate Housewives y Cavemen.
En 2007 actuó en la exitosa película Transformers, haciendo el papel de Judy Witwicky, madre de Sam Witwicky (Shia LaBeouf).
En 2009 apareció en la película original de HBO Taking Chance, protagonizada por Kevin Bacon.
Repitió su papel en Transformers: la venganza de los caídos en el 2009, y en la tercera parte de la saga Transformers: el lado oscuro de la luna, en 2011
Posteriormente participó en la comedia televisiva Go On con el papel de Anne.

## Filmografía

### Cine
- Transformers: el lado oscuro de la luna (2011)
- Inside Out (2011)
- Language of a Broken Heart (2010)
- Morning (2010)
- Transformers: la venganza de los caídos (2009)
- Monsters vs Aliens (2009)
- Breaking Upwards (2009)
- Michael Clayton (2007)
- The Nanny Diaries (2007)
- Transformers (2007)
- El granjero astronauta (2006)
- La guerra de los mundos (2005)
- Sunday on the Rocks (2004)
- Slap Her... She's French (2002)
- Say It Isn't So (2001)
- What Women Want (2000)
- Flypaper (1998)

### Televisión
- Go On (2012-2013)
- Monsters vs Aliens: Mutant Pumpkins from Outer Space (2009)
- Taking Chance (2009)
- Cavemen (2007-2008)
- Law & Order: Special Victims Unit (2003-2007)
- Whoopi (2003)
- Six Feet Under (2001-2002)
- Thieves
- Nathan's Choice (2001)
- Strong Medicine (2001)
- JAG (2000)
- People vs. Gunny (2000)
- Touched by an Angel (1999)
- Grace Under Fire (1993-1997)
- The Heidi Chronicles (1995)
- Law & Order (1991-1992)